# Volovăț
Volovăț est une commune roumaine située dans le județ de Suceava.